# Ca la Sila
Ca la Sila és un edifici del municipi de Vilassar de Mar (Maresme) que forma part de l'Inventari del Patrimoni Arquitectònic de Catalunya.

## Descripció
És un edifici civil de grans dimensions, de planta baixa i dos pisos. Cobert per una teulada de dues vessants amb el carener paral·lel a la façana. El seu interès recau fonamentalment a la façana frontal, on es poden diferenciar dues etapes: una primera en què es realitzà l'edifici amb les obertures que presenten els brancals i les llindes de pedra, i una segona en què es realitzaren les altres obertures i es decoraren amb un guardapols de tipus historicista. Destaca el finestral de la planta baixa, geminat amb dues columnetes molt fines que juntament amb el guardapols conopial accentua l'aire historicista medieval. L'edifici està adossat per la banda dreta, té un petit pati frontal i una gran eixida posterior.